# Galliera Veneta
Galliera Veneta es una localidad y comune italiana de la provincia de Padua, región de Véneto, con 7.110 habitantes.

## Evolución demográfica
| Gráfica de evolución demográfica de Galliera Veneta entre 1861 y 2001 |
|                                                                       |
| Fuente ISTAT - elaboración gráfica de Wikipedia                       |